# 이노센스 (2004년 일본 영화)
《이노센스》는 오시이 마모루 감독이 1995년 제작한 <공각기동대> 이후 내놓은 속편이다. 지난 1편에서 정보의 바다 속으로 사라진 쿠사나기 모토코, 혹은 소령의 뒤를 이어 바토와 토구사, 이시카와 등은 계속 공각기동대 활동을 한다.
바토와 토구사는 어느 날 섹서로이드가 사람을 살해한 사건을 조사하게 된다. 그러나, 이는 단순한 기체 결함이 아님을 깨닫고, 그 섹서로이드를 제조한 회사의 본사를 방문하게 된다. 토구사가 건물 바깥에서 전뇌전을 통해 방호벽을 뚫으려고 시도할 즈음, 바토는 건물 내로 잡입하지만 사람을 향해 달려드는 섹서로이드 무리에 맞서 싸운다. 수로 밀어붙이는 섹서로이드를 상대로 점점 총알은 떨어져 가는데...
공각기동대 2편 <이노센스>는 전작의 심오하고 체계적인 세계관을 그대로 물려받았다. 때는 2030년, 세계 3,4차 대전이 일본을 휩쓸고 지나갔고, 어느 정도 회복이 된 상황에서 '전뇌'라는 획기적 기술이 발명되게 된다. '전뇌'는 인간의 뇌 속에 있는 신경, 기억을 데이터화시켜 기계화된 전뇌 속에 집어넣고 이어 '영혼'이라고 할 수 있는 '고스트'를 옮겨 인간을 네트워크화시키는 기술이다. 이 전뇌화와 함께 발명된 의체화, 즉 사이보그화는 인간을 네트워크와 기계문명의 일부분으로 규합시킨다. 오시이 마모루 감독은 이 사회의 모습 속에서 '고스트'라는 매개를 통해 인간과 로봇이 다른 것은 무엇인지, 인간의 본질은 무엇이며 생명체의 기준이란 무엇인지를 놀라울정도로 자세히 묘사한다. 공자, 밀턴 등 다양한 철학자의 말을 인용함으로써 애니메이션의 깊이를 더하는 동시에 1990년대의 <공각기동대>와는 차원이 다른 극도의 실제적인 그래픽을 구사해낸다. 이를 통해 <이노센스>는 애니메이션으로는 최초로 칸 영화제에 초청받기도 했다.
그러나 아쉽게도 작품성과는 별개의 문제로, 상업적 흥행에는 그다지 성공을 거두지 못한다. 제작비가 1500만 달러 이상 투입되었으나, 전 세계적으로 1200만 달러 정도를 벌어들이는데 그쳤다. 그러나 일본 영화계에 오시이 마모루의 입지를 다시 한번 다지는데는 성공하며, 감독은 본인의 스타일을 더욱 더 발전시키고 있다.

## 줄거리
이 이야기는 공각기동대 만화 중 "로봇 론도" (일부 "팬텀 펀드" 요소 포함) 장을 느슨하게 기반으로 한다. 2032년에 시작되는 이야기는 공각기동대 사건 이후 공안 9과의 사이보그 요원 바토가 사이보그 개조가 거의 없는 요원 토구사와 팀을 이루는 것으로 시작한다.
오작동하는 가이노이드 (인형 같은 섹스 로봇)로 인한 일련의 사망 사건이 발생하자 9과는 조사를 요청받는다. 가이노이드들이 명확한 원인 없이 모두 오작동했기 때문에, 이 사망 사건들은 계획적인 살인으로 여겨지며, 바토와 토구사는 테러리스트나 정치적 동기를 조사하기 위해 파견된다. 또한, 가장 최근의 가이노이드 유해는 모두 불법적인 "고스트"를 포함하고 있음을 보여준다. 9과는 인간의 지각 능력이 인위적으로 불법적으로 인형에 복제되어 로봇을 더 실제처럼 만들고, 살인의 동기가 되었을 가능성이 있다고 결론 내린다.
살인 현장에 불려간 정보전/기술 전문가 이시카와는 피해자가 가이노이드 회사 LOCUS SOLUS의 위탁 담당관인 잭 워크슨이며, 야쿠자에게 살해되었을 수 있다고 설명한다. 이전 야쿠자 보스가 최근 가이노이드에게 살해되었으므로, 이시카와는 워크슨이 책임자로 여겨져 복수극으로 살해당했다고 결론 내린다. 바토와 토구사는 야쿠자 바에 들어가 현 보스를 심문하려 하지만, 바의 손님들에게 위협받는다. 바토는 총을 발사하여 워크슨을 살해한 사이보그를 포함한 수많은 갱단원을 죽이거나 부상을 입힌다. 현 보스는 그의 전임자가 LOCUS SOLUS와 어떤 식으로든 관련되어 있었지만, 어떻게는 모른다고 시인한다.
집으로 가는 길에 상점에 들어선 바토는 소령에게 경고를 받는 듯하고, 보이지 않는 공격자에게 팔을 총에 맞는다. 총격전에 휘말린 바토는 혼란 속에서 가게 주인을 거의 죽일 뻔하지만, 이시카와가 나타나 제압된다. 손상된 팔을 교체하는 동안, 바토는 이시카와로부터 자신의 전자 뇌가 해킹되어 자신을 쏘고 가게 손님들을 공격하게 만들었다는 정보를 듣는다. 이시카와는 9과의 조사를 막기 위한 시도로, 야쿠자 폭행 사건 이후 추가적인 스캔들을 유발하기 위해 바토가 해킹되었다고 설명한다.
바토와 토구사는 인형에 집착하는 군인 출신 해커 김의 저택으로 향한다. 김은 죽은 것처럼 보이지만, 곧 인간 크기의 줄인형 껍데기 안에 "살고 있다"고 밝히며 방문객들과 철학에 대해 논한다. 김은 LOCUS SOLUS와의 관계를 인정하며, 회사가 공해에 비밀 본부를 가지고 있다고 폭로한다. 소령에게 다시 경고를 받은 바토는 김이 자신과 토구사의 전자 뇌를 비밀리에 해킹했으며, 현재 그들을 거짓 현실에 가두고 있음을 깨닫는다. 토구사의 뇌를 초기화한 바토는 김을 제압하며, 김이 가게에서 자신의 뇌를 해킹했다는 것을 알고 있다고 말한다.
물리적 증거를 수집하기로 결심한 바토는 LOCUS SOLUS 본부 함선에 잠입하고, 토구사는 눈치채지 못한 김을 프록시로 사용하여 원격으로 함선의 보안 시스템을 해킹한다. 함선의 보안 시스템은 해킹을 감지하고 김의 사이버 뇌를 태우는 바이러스로 보복한다. 동시에 숨겨진 바이러스가 생산 라인 가이노이드에 전투 프로그램을 로드하여, 가이노이드들이 함선에 있는 모든 사람을 공격하게 만들고, 허술하게 무장하고 당황한 보안군을 쉽게 학살한다. 바토가 함선 중앙으로 싸워 들어가는 동안, 소령이 원격으로 가이노이드를 제어하여 나타나 바토가 가이노이드와 싸우고 함선 보안 시스템을 해킹하는 것을 돕는다.
함선을 장악한 소령은 바토에게 가이노이드에 대한 진실을 밝힌다. 야쿠자를 고용하여 어린 소녀들을 인신매매하고, LOCUS SOLUS는 그들의 의식을 가이노이드에 복제하여 인간 "고스트"를 부여함으로써 더욱 사실적으로 만들었다. 바토는 "고스트 더빙" 기계에서 어린 소녀를 구출하고, 그녀는 LOCUS SOLUS에 대한 진실을 알게 된 잭 워크슨이 고스팅 과정에 개입하여 소녀들을 구하겠다고 약속했다고 설명한다. 이로 인해 가이노이드들은 주인을 살해했고, 워크슨은 경찰의 주의를 끌고 간접적으로 야쿠자 보스를 죽일 수 있었다. 워크슨의 행동이 소녀들을 구했지만, 바토는 그가 가이노이드들도 희생시켜 손상된 고스트를 부여함으로써 심각한 고통을 주었다고 반대한다. 사건을 해결한 바토는 소령에게 이제 행복한지 묻는다. 그녀는 네트워크에서 항상 그의 곁에 있을 것이라고 답한 뒤 가이노이드에서 연결을 끊는다.

## 출연

### 주연
- 오오츠카 아키오
- 타나카 아츠코
- 야마데라 코이치
- 다케나카 나오토
- 오키 타미오

### 조연
- 무토 수미
- 사카키바라 요시코

## 기타
- 라인프로듀서: 미츠모토 류지
- 사운드디자인: 랜디 돔
- 미술: 타네다 요헤이
- 마케팅: 조은성